# Везиров, Гейдар Садык оглы
Гейдар Садык оглы Везиров (азерб. Heydər Sadıq oğlu Vəzirov; 1893—1937) — советский военный и хозяйственный деятель, член РВС СССР; народный комиссар земледелия Азербайджанской ССР.

## Биография
Член РКП(б) с 1920. 
С 28 августа 1923 до 2 февраля 1924 член Реввоенсовета СССР. Член Закавказского ЦИК с января 1935, с этого же времени народный комиссар земледелия АзССР (член совета при народном комиссариате земледелия СССР с 15 июля 1935) до 21 июля 1937, когда был арестован, при этом с июня 1937 член ЦК КП(б) Азербайджанской ССР.